# Fredeluga cuablanca
La fredeluga cuablanca (Vanellus leucurus) és una espècie d'ocell de la família dels caràdrids (Charadriidae) que habita aiguamolls, llacs, rius i camps negats del sud de Turquia, Síria, l'Iraq, l'Iran, sud del Kazakhstan, Turkmenistan i l'Uzbekistan.